# Oliver Gibson
Oliver Gibson (Romeoville, Illinois; 15 de marzo de 1972 – 29 de junio de 2025) fue un jugador estadounidense de fútbol americano que jugó diez temporadas con cuatro equipos en la NFL en la posición de tackle defensivo.

## Carrera
A nivel universitario jugó para Notre Dame Fighting Irish hasta 1995, año en el que fue seleccionado en el Draft de la NFL en la posición 120 de la cuarta ronda por los Pittsburgh Steelers, equipo con el que jugó sus primeras cuatro temporadas.
En 1999 firma con los Cincinnati Bengals, con los que jugó hasta la temporada 2003. Luego pasó por los Buffalo Bills y con los Tampa Bay Buccaneers, con quien se retiró en 2004.